# 2060
2060 (MMLX) bude přestupný rok v gregoriánském kalendáři, který začne ve čtvrtek 1. ledna.

## Očekávané události
Neznámé datum
- Jedna třetina světové energie by mohla být podle Mezinárodní energetické agentury (IEA) solární.[1]
- Hladiny moří se zvýší o 23–60 cm.[2]
- Průměrná teplota na Zemi se zvýší o 4 °C.[3][4]
- Čína a Indie budou ekonomicky rozvinutější než celý svět.[5]